# Gaeides
Gaeides is een geslacht van vlinders van de familie Lycaenidae, uit de onderfamilie Lycaeninae.

## Soorten
- G. dione (Scudder, 1868)
- G. gorogon (Boisduval, 1852)